# Фаро
Фаро — город в центральной части канадской территории Юкон.
Фаро расположен в долине реки Пелли в горах Анвил в 356 км от столицы территории Уайтхорса. Город основан в 1969 году для обслуживания крупного месторождения цинка и свинца в 22 км от города.

## История
Ещё в 1953 году группа старателей под руководством Эла Кулана заявили права на землю, на которой впоследствии будет находиться рудник Фаро. В 1960 году для работы на участке была образована компания Dynasty Explorations. В 1965 году на участке работало более 100 человек. Вместе с шахтой рос и город. Несмотря на лесной пожар, случившийся в 1969 году и почти уничтоживший только что отстроенный город, компания восстановила его. В 1979 году численность населения Фаро составляла 800 человек, а в 1981 — около 2000 человек. Однако снижение цен на металлы и рецессия середины 1980-х годов привели к закрытию шахты. В 1985 году в городе проживало 97 человек.

## Население
По данным переписи населения 2006 года в городе проживает 341 человек, что на 8,9 % больше показателей 2001 года. Средний возраст жителей города 44,8 лет.

## Транспорт
До города можно доехать по трассе Митчелл протяжённостью 10,8 км, которая отходит от 415-го км трассы Кэмпбелл. В городе есть аэропорт.

## Климат
| Faro: средние метеорологические показатели                |       |       |       |      |      |      |      |      |      |      |       |       |        |
| Месяц                                                     | Янв   | Фев   | Мар   | Апр  | Май  | Июн  | Июл  | Авг  | Сен  | Окт  | Ноя   | Дек   | За год |
| Средн. макс. °C                                           | -17.3 | -10.8 | -1.8  | 6.8  | 13.7 | 19.3 | 20.9 | 18.3 | 11.6 | 2.1  | -10.4 | -15.4 | 3.1    |
| Средн. мин. °C                                            | -26   | -21.3 | -14.5 | -5.7 | 1.2  | 6.6  | 9    | 6.2  | 1.3  | -5.4 | -17.9 | -24.3 | -7.9   |
| Осадки мм                                                 | 14.8  | 13.3  | 11.6  | 8    | 24   | 36.1 | 58.8 | 48.3 | 38.9 | 26.5 | 19.4  | 16.4  | 316    |
| Источник: Министерство окружающей среды Канады 2009-07-12 |       |       |       |      |      |      |      |      |      |      |       |       |        |